# Ecu Kadžima
Ecu Kadžima (jap. 鹿嶋恵津 Kadžima Ecu, 20. listopadu 1880, Šinagawa – 22. dubna 1925) byla známá japonská gejša z tokijské čtvrti Šimbaši a modelka fotografa Seibeie Kadžimy. Její pseudonym byl „Ponta“ (japonsky ぽ ん 太). Vzhledem ke své kráse se často objevovala v reklamě na pivo obchodního řetězce Meidi-Ja a na pohlednicích. Ponta se stala druhou manželkou obchodníka a slavného fotografa Seibeie Kadžimy a mnohokrát pro něj pózovala. Pár Ecu a Seibei sloužil jako prototypy pro knížku Sto příběhů, jejímž autorem je spisovatel Ógai Mori.

## Životopis

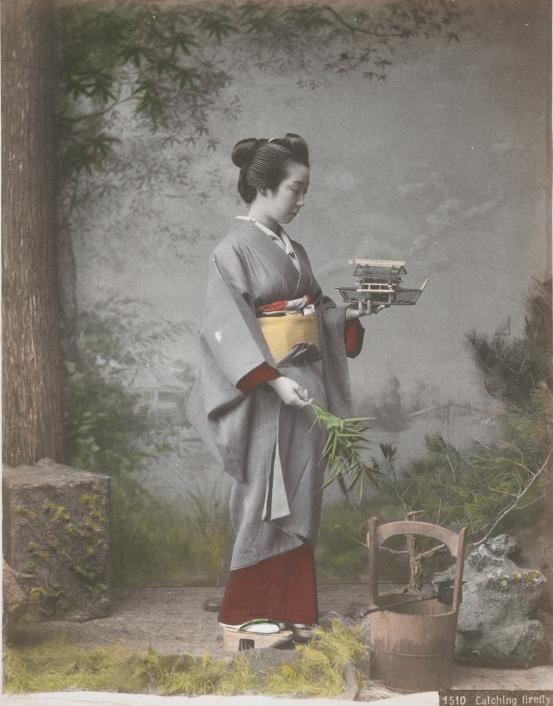
Seibei Kadžima: Ecu Kadžima alias Ponta

Narodila se v roce 1880 v tokijské čtvrti Šinagawa a dostala jméno Ecu Tanida (谷 田 恵 津 子). Následovala svou starší sestru do okiji (domu gejš) Tama-no-ie, kde se stala učenou gejšou hangjoku (半 玉) pod profesionálním pseudonymem „Ponta“. Její kariéra byla velmi úspěšná, stala se hvězdou Šimbaši. Měla mnoho obdivovatelů, mezi nimi básníka Saita Mokičitu, který obdivně popsal eleganci jejího tance ve svých básních a věnoval jí esej Oblast Misudži-čo (三 筋 町 界 隈 Misudži-čo kaiwai).
Očekávalo se, že bude dědičkou okiji, ale jeden z jejích pravidelných klientů, Seibei Kadžima, ji koupil v roce 1897, když jí bylo 17 let, a oženil se s ní. Ecu se stala často zobrazovanou postavou na jeho fotografiích.
Seibei uzavřel své tokijské fotografické studio a odešel s Ecu do Osaky, kde po nějakou dobu rodina žila z peněz z prodeje fotografií, ale nedařilo se jim z toho vydělávat dost. A tak znovu otevřel své fotografické studio v Tokiu. Avšak kvůli nedbalé manipulaci se střelným prachem byl fotograf zraněn, přišel o palec, což mu nedovolilo pokračovat ve fotografování, a od té doby si vydělával jako flétnový mistr. Ecu pracovala jako instruktorka nagauty (druh tradiční japonské hudby) a japonského tance, za což obdržela přezdívku „věrná žena Ponta”. Díky své mistrovské dovednosti vydělala 500 jenů měsíčně (průměrný plat úředníka v těchto letech činil 150 jenů).
Ecu porodila Seibovi 12 dětí, z nichž dvě zemřely v dětství. Jeden z jejich synů se stal hercem divadla nó. Jejich nejstarší dcera Kuni spolupracovala s režisérem Cuboučim Šojem a stala se specialistkou na tanec a anglickou literaturu.
V roce 1924 Seibei zemřel přirozenou smrtí. O rok později zemřela Ecu na rakovinu jater ve věku 44 let. Kadžima je pohřbena na hřbitově Tama. Saito Mokiči její hrob pravidelně navštěvovala.